# Динофлагеляти
Динофлагеляти (від грец. dineo - обертатися), або Динофітові водорості (Dinoflagellata або Dinophyta) чи Перидінеї (Peridinea) — тип альвеолятів (Alveolata). Більшість представників — двосторонньо-симетричні або асиметричні джгутиконосці з розвиненим внутрішньоклітинним панциром — текою. Значну частину динофлагелят характеризує здатність до фотосинтезу, в зв'язку з чим групу також називають динофітовими водоростями (Dinophyta). Деякі представники (наприклад, ночесвітки) здатні до люмінесценції. Всього описано 5-6 тисяч видів.
Масові спалахи чисельності фототрофних динофлагелят призводять до виникнення так званих «червоних припливів». До динофлагелят також відносяться зооксантели — внутрішньоклітинні симбіонти багатьох коралових поліпів і деяких двостулкових молюсків.

## Особливості будови клітини
Клітини дорзовентральні, мають дві борозенки:
- Поперечну, що охоплює клітку по кільцю або по спіралі, але не замикаються повністю.
- Подовжню, що знаходиться на черевній стороні клітини.

Джгутиків два, різних за довжиною і будовою (довший — із мастигонемами). Джгутики часто відрізняються від джгутиків інших водоростей тим, що в них або з'являється додаткове коло периферичних мікротрубочок (9+9+2), або збільшується число центральних мікротрубочок (9+3), або уздовж аксонеми джгутика утворюється нова стержнеподібна структура (тяж) з поперечною смугастістю. Один з джгутиків (гладенький) лежить у поздовжній борозенці, інший (стрічкоподібний, з мастигонемами) — в поперечній.
Клітина оточена особливим клітинним покривом — текою.
У цитоплазмі клітини міститься дуже велике ядро (динокаріон), в якому помітні хромосоми.
Хроматофори оточені тришаровою оболонкою. Тилакоїди в хроматофорі упаковані по 2 і по 3 штуки.
У багатьох є стигма, або вічко, яке розташовується на передньому кінці клітини, за хроматофором, поблизу від джгутиків. Він містить два ряди глобул і пластинчасте або лінзоподібне тіло і ретиноїд.
Для деяких характерні трихоцисти. У кожній трихоцисті є голівка і руків'я. Трихоцисти здатні скручуватися і розкручуватися, вистрілюючи довгу поперечно-покреслену нитку через пору.

## Морфологія
В основному — монади, хоча є невелика кількість амебоїдних, коккоїдів, нитчастих форм.

## Біохімія і генетика
Динофлагеляти не мають гістонів у ядрі, замість того в них наявні ядерні вірусні білки. Геном містить велику кількість некодуючої ДНК.

### Фотосинтез
Хлорофіли представлені хлорофілом a і c2. Серед каротиноїдів наявні β-каротин та ксантофіли: перидинін, неоперидінін, фукоксантин, диноксантин, діадиноксантин, неодиноксантин.
Продуктами асиміляції є крохмаль (в цитоплазмі і піреноїдах), олії.

## Життєвий цикл

Життєвий цикл Динофлагелят: 1 — бінарний поділ, 2 — статеве розмноження, 3 — планозигота, 4 — гіфозигота, 5 — планомейоцит

Життєвий цикл Динофлагелят є гаплофазним з можливими виключеннями для Noctiluca та її родичів.

## Розмноження
- Вегетативне (поділ) — клітини діляться навпіл у поздовжньому й поперечному напрямках. Іноді дочірні клітини не розходяться й утворюються ланцюгові колонії. Відбувається кожні 1-15 діб.
- Безстатеве (зооспори, автоспори).
- Статеве (гологамія, ізогамія, гетерогамія) — за нестачі азоту в воді, зміні температури. Гамети дрібніші за вегетативні клітини, а у панцирних видів можуть бути зовсім голими. При злитті гамет у більшості утворюється планозігота, яка може існувати досить тривалий час. Найчастіше, на відміну від гаплоїдних клітин, вона має більші розміри; у неї зберігаються 2 задніх джгутики.

## Екологія
Морські (90% видів) і прісноводні форми, планктон і бентос, іноді зустрічаються як симбіонти рослин, іноді — паразити ракоподібних і червів. Динофлягелятами харчуються інші найпростіші, коловертки, риби.

### Токсичність кривавих припливів
Можуть викликати цвітіння води через масові спалахи росту чисельності. Явище викликає зміну кольору води за рахунок надходження у морську воду великої кількості пігментів, що містяться в клітинах динофлагелят. Але більш важливим аспектом цього феномена є інтенсивне виділення у воду токсинів, які не мають смаку і кольору і можуть накопичуватися в організмі риб і безхребетних, викликати загибель морських тварин, а також приводити до тяжких отруєнь (від 50 до 500 тис. на рік) у людей при вживанні в їжу морепродуктів. Токсини динофлагеллят впливають на натрієві, калієві і кальцієві потенціал-залежні канали, які беруть участь у скороченні мускулатури, виділення гормонів, отриманні сигналів від навколишнього середовища, обробці інформації мозком і передачу сигналу від мозку до інших органів. Токсини динофлагелят (сакситоксин, азоспірацид і ессотоксин) дуже різноманітні за хімічною природою, їхній механізм і наслідки дії можуть бути різними: гідрофільні токсини блокують канали фізично, алкалоїди та жиророзчинні токсини зв'язуються з рецепторами каналів в мембрані, змінюючи їхню залежну від напруги пропускну здатність, пептидні токсини змінюють пропускну здатність, зв'язуючись з ділянками каналів на поверхні клітин. Різні токсини призводять до розвитку різної симптоматики, тому виділяють ряд різних форм отруєння: паралітичне отруєння молюсками, нейротоксичне отруєння молюсками, амнезія та інші. Сигуатоксин, термостабільний гідрофобний токсин, що накопичується в тілі риб, призводить до ураження травної та нервової системи, серця. У випадках, пов'язаних з вживанням риби з Тихого океану переважає ураження нервової системи, а з Карибського моря — шлунково-кишкового тракту. 0,1 мкг токсину досить для того щоб викликати отруєння у дорослої людини. Отруєння азоспірацидом відбувається при вживання в їжу молюсків, уражаються, переважно, нервова і травна системи, можливий некроз лімфоїдної тканини. Мішенню ессотоксина є серце і клітини нервової системи. Палітоксин, гемолітичний токсин, що викликає отруєння при вживанні в їжу риби, крабів і морських їжаків. Призводить до відкриття неселективних катіонних каналів, деполяризації мембрани, відтоку калію і надходженню натрію. Деполяризація мембран веде до відкриття потенціал-залежних кальцієвих каналів, виділення нейромедіаторів, гістаміну, скороченню поперечнополосатих м'язів і гладкої мускулатури. Бреветоксини — термостійкі і кислотостійкі речовини без смаку і запаху, наслідки їх вживання включають порушення роботи травної системи, порушення координації руху і м'язові болі. Під впливом бревітоксінов натрієві канали стають проникними. Отруєння супроводжується специфічними сенсорними відчуттями. Викид нейромедіаторів веде до скорочення гладкої мускулатури, зокрема, трахеї.

## Поведінка
Плаваючі форми здатні до вертикальної міграції протягом доби. Вони не рухаються безладно, а скупчуються на певній глибині з певними характеристиками води, яка може змінюватися протягом доби. Швидкість вертикальних міграцій дорівнює 1 м/год. Така поведінка дає дінофлагелятам перевагу перед іншим нерухомим фітопланктоном, дозволяючи швидше реагувати на зміну освітленості і наявність джерел живлення в навколишньому середовищі.
Деякі представники динофлагелят (ночесвітки) здатні до біолюмінісценції, якщо їх потурбувати. Біолюмінісцентна бухта Москітів (ісп. Puerto Mosquito) на острові В'єкес (англ. Vieques) (Пуерто-Рико) відома своїми хвилями, що світяться вночі.
При настанні короткочасних несприятливих умов клітини дінофіт можуть скидати джгутики і перетворюватися на нерухомі тимчасові (від доби до декількох місяців) спори. Постійні ж спори можуть зберігатися роками.

## Походження
Можливі родинні зв'язки з амебоїдними організмами. Викопні рештки перидіней відомі з юрського і крейдяного періодів мезозою.

## Практичне застосування
Чутливість до значень кислотності, до ступеня мінералізації середовища дозволяє використовувати динофітових як біоіндикатори для водойм.

## Класифікація
На підставі рівня організації талому.